# 79271 Белладжо
79271 Белла́джо (79271 Bellagio) — астероїд головного поясу, відкритий 28 вересня 1995 року.
Тіссеранів параметр щодо Юпітера — 3,612.